# Moffat megye
Moffat megye az Amerikai Egyesült Államokban, azon belül Colorado államban található. Megyeszékhelye és legnagyobb városa Craig. Lakosainak száma 13 292 fő (2020. április 1.). Moffat megye Sweetwater, Rio Blanco, Routt, Uintah, Daggett és Carbon megyékkel határos.

## Népesség
A megye népességének változása:
| Lakosok száma | 13 802 | 13 411 | 13 190 | 13 103 | 12 937 | 13 292 |
|               | 2010   | 2011   | 2012   | 2013   | 2015   | 2020   |